# Molophilus subnitens
Molophilus subnitens là một loài ruồi trong họ Limoniidae. Chúng phân bố ở miền Tân bắc.